# ۲۸ ایر دتاچمنت
۲۸ ایر دتاچمنت (به انگلیسی: 28th Air Detachment) یک شرکت هواپیمایی است که در تاریخ ۱۹۷۲ میلادی تأسیس شده است.
دفتر مرکزی ۲۸ ایر دتاچمنت در صوفیه، بلغارستان واقع شده‌است.